# Islam en Mauritanie
Voir aussi
À l'indépendance de 1960, la Mauritanie est devenue une République islamique. La constitution de 1991 fait de l'Islam la religion d'État et de la charia la loi du pays. Officiellement, tous les Mauritaniens sont musulmans sunnites de rite malékite. On estime que la Mauritanie compte 99 % de musulmans.

## Histoire

### La dynastie almoravide

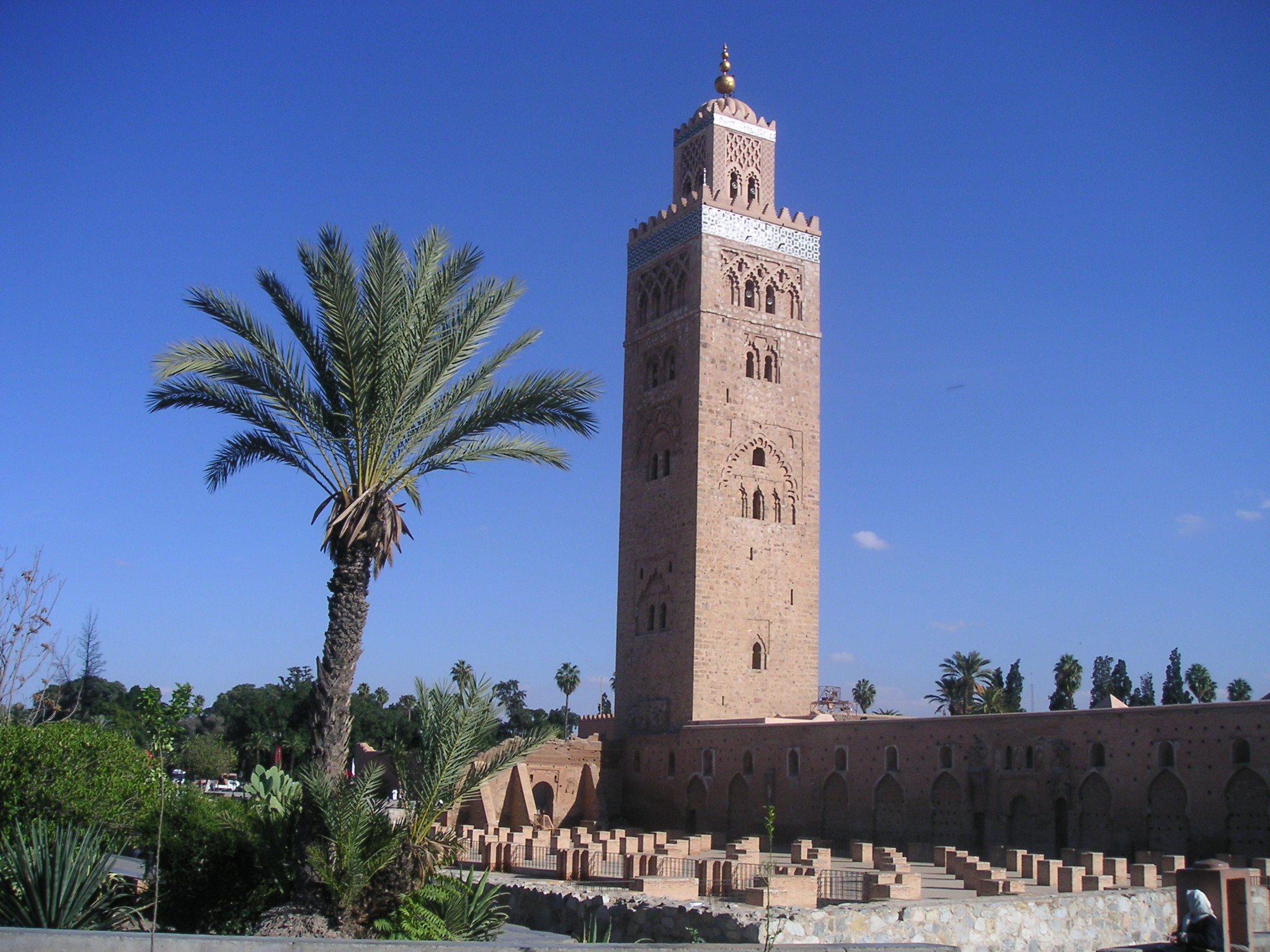
La mosquée Koutoubia, à Marrakech, commencée sous les almoravides

Les tribus berbères Sanhadjas contrôlaient le trajet des commerçants entre le Maghreb et la région de la Mauritanie, qui les enrichissaient par les taxes et les rezzous. Ce commerce était organisé par les Arabes installés au Maghreb, alliés aux Zénètes, ennemis des Sanhadjas. Conséquemment à la constitution d'un trafic régulier et significatif, les Zénètes et les Arabes purent s'emparer de Sijilmassa, dans l'actuel Maroc, puis d'Aoudaghost, en Mauritanie.
Au XIe siècle, les Sanhadjas connurent un déclin majeur du fait de leur éviction du commerce transsaharien. Le chef de la tribu principale alla en pèlerinage à La Mecque, et en revint avec un prédicateur sunnite. C'est alors que les Sanhadjas vont s'unir et propager un islam sunnite orthodoxe, de rite malékite. Ils s'attaquent d'abord à leurs ennemis Zénètes, chiites. Ils s'emparent de Sijilmassa et d'Aoudaghost, mise à sac en 1054.
Ayant alors plus de ressources, ils répandent l'islam malékite dans la région. Ils étendent leur domination sur le Maroc, puis sur l'Espagne musulmane, soumise à l'anarchie. L'empire almoravide se scinde en deux : le Maroc et l'Espagne sont gouvernés depuis Marrakech, mais on ignore beaucoup du devenir des régions du Sud. Les almoravides disparaissent rapidement au XIIe siècle, mais ils laisseront une empreinte culturelle originale. Dans le Sud, ils auront été à l'origine de l'islamisation du royaume Peul du Tekrour (qui donnera naissance au peuple Toucouleur). Ils provoqueront la chute de l'empire du Ghana, lui-même musulman. Les almoravides établissent de manière définitive l'islam en Mauritanie.

### L'arabisation

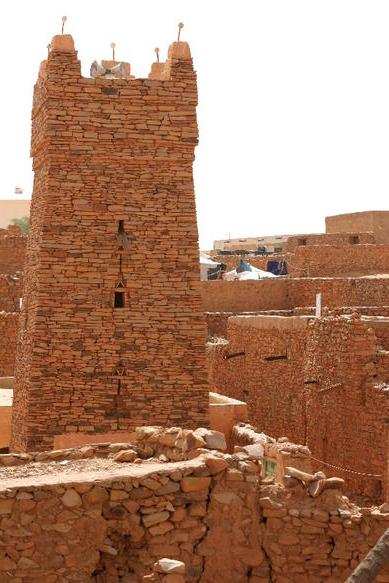
Les vestiges du minaret carré de la mosquée de Chinguetti

C'est avec la dynastie almoravide que l'actuelle Mauritanie a intégré le monde arabe. À partir du XVe siècle, l’arrivée des tribus arabes Hassan va achever d’arabiser la Mauritanie en modifiant considérablement la culture berbère initiale. Cette arabisation se fait progressivement, et les résistances sont fortes. Plusieurs émirats vont être fondés au XVIIe siècle, à Brakna, Tagant, dans le Hodh et dans l'Adrar_(Mauritanie). Il en résultera des conflits incessants entre les différents tribus arabes et berbères jusqu'au siècle suivant.
Indépendamment des conflits, les arabes des tribus Hassan se sont mélangés à la population Berbère ou Négro-africaine. Ce métissage a donné lieu au groupe actuellement majoritaire au Mauritanie, les Maures (appelés aussi Arabo-Berbères). Les tribus Hassan ont aussi structuré la société en un système de castes, où les guerriers arabes et les lettrés et commerçants berbères prévalaient sur les paysans esclaves noirs. Elles ont aussi apporté la principale langue actuelle de la Mauritanie, le Hassaniya. Elles ont développé l'écriture arabe, avec l'aide des « tribus maraboutiques », d'anciennes tribus berbères vaincues.
Aux XVIIe et XVIIIe siècles, la ville de Chinguetti va connaître un développement majeur. Elle devient un important centre religieux et scientifique, et sa bibliothèque reste célèbre aujourd'hui encore. C'est une ville sainte d'où l'on part pour le pèlerinage à La Mecque. La région s'appelle alors le Chinguit [réf. nécessaire], et c'est d'après l'aire d'influence de Chinguetti que les colons européens vont tracer les frontières de la Mauritanie moderne [réf. nécessaire].

### La colonisation française et la Mauritanie moderne
Les Français arrivent dans la région et commencent à l'administrer en 1858, avec le Sénégal voisin. La Mauritanie est devenue une colonie française en 1920, et fut rattachée à Afrique-Occidentale française. Elle devint un territoire d'outre-mer en 1946, et l'esclavage traditionnel fut aboli officiellement par la France. L'indépendance de la Mauritanie est proclamée en 1960, avec pour capitale Nouakchott. Mais le Maroc et la Ligue arabe Unie s'y opposent, car ce territoire ferait partie du Maroc. La Mauritanie intègrera finalement la Ligue Arabe. Avec la forte urbanisation des années 1970, des tensions ethniques apparaissent. Il y eut plusieurs coups d'État à partir de 1980, par les noirs ou par les Maures, qui eurent des répercussions sur le Sénégal. Cela engendra aussi des émeutes raciales. À la suite de l'arrestation et de la torture de cadres militaires noirs en 1990, la communauté internationale exerce des pressions et la constitution de 1991 instaure le multipartisme. L'esclavage reste un problème important en Mauritanie. La république a officiellement aboli l'esclavage en 1980, mais aucune mesure concrète n'a été appliquée.

## L'islam actuel

### L'apport du soufisme
C'est à l'époque coloniale que les confréries soufies ont gagné une grande influence, du fait de la relative paix apportée dans la région par le pouvoir français et du ressentiment des Mauritaniens face aux règles imposées. Depuis l'indépendance du pays, les deux confréries des qadiriyya et des Tidjanes rassemblent tous les musulmans soufis de Mauritanie. Leurs différences tiennent surtout dans leur méthode de récitation des litanies ; elles partagent la même doctrine. Il existe aussi deux confréries beaucoup moins développées : la shadiliyya, dans la région de Tagant, et la goudfiyya, qu'on trouve dans les régions de Tagant, Adrar, et le Hodh. Dans les dernières décennies, ces confréries soufies se sont opposées au tribalisme et aux tensions ethniques. Elles ont ainsi contribué à la croissance d'un sentiment d'identité nationale.

### L'influence des religions traditionnelles africaines
De nombreux éléments des religions traditionnelles ont été absorbés dans l'islam mauritanien et en ont altéré l'orthodoxie. Par exemple, la tradition islamique mauritanienne inclut de nombreux esprits et êtres surnaturels. Ces esprits ont été transformés en djinns après l'islamisation de la Mauritanie, mais ils restent assez présents dans la vie religieuse des musulmans mauritaniens.

### Figures contemporaines de l'islam en Mauritanie
- Mohamed El Hassan Ould Dedew : Érudit (savant musulman) et Faqîh